# 赵振清
赵振清（1917年—1997年），原名陶德明，男，山东临清人，中华人民共和国政治人物，曾任中共上海市委常委兼组织部部长，中共中央组织部副部长。